# Park stanowy White Pines Forest

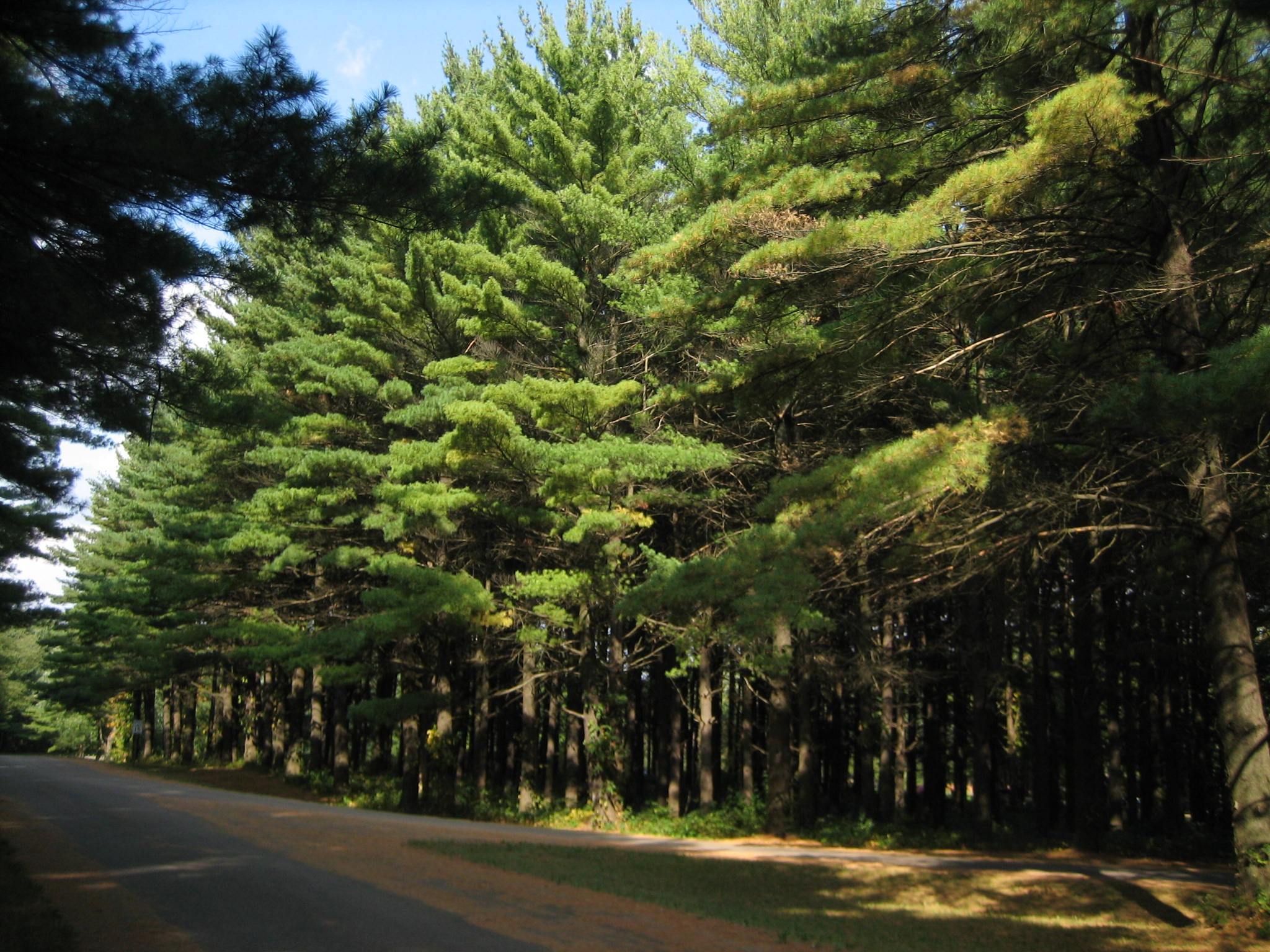
Park stanowy White Pines Forest

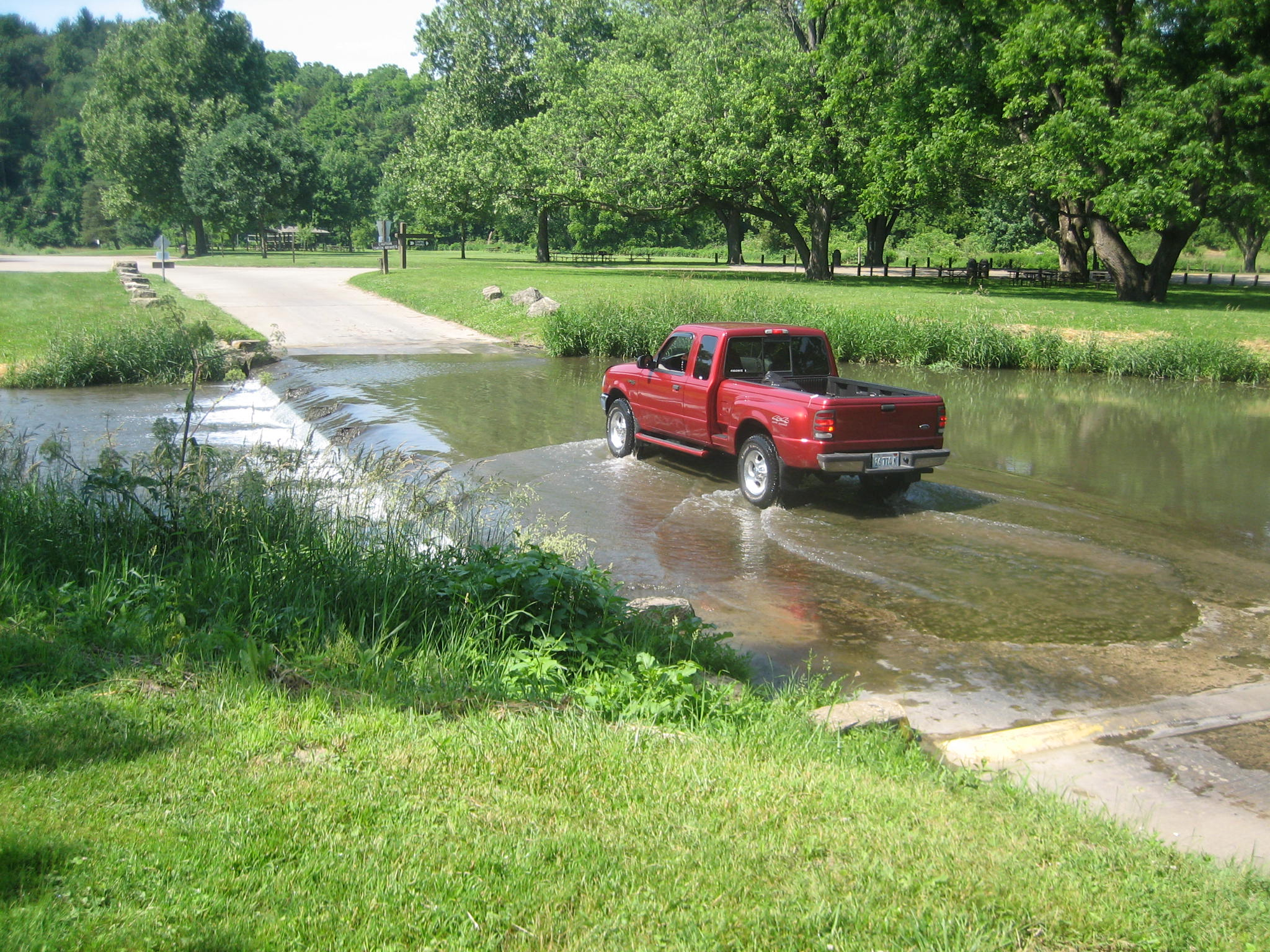
Samochód przeprawiający się przez jeden z brodów w parku stanowym White Pines Forest

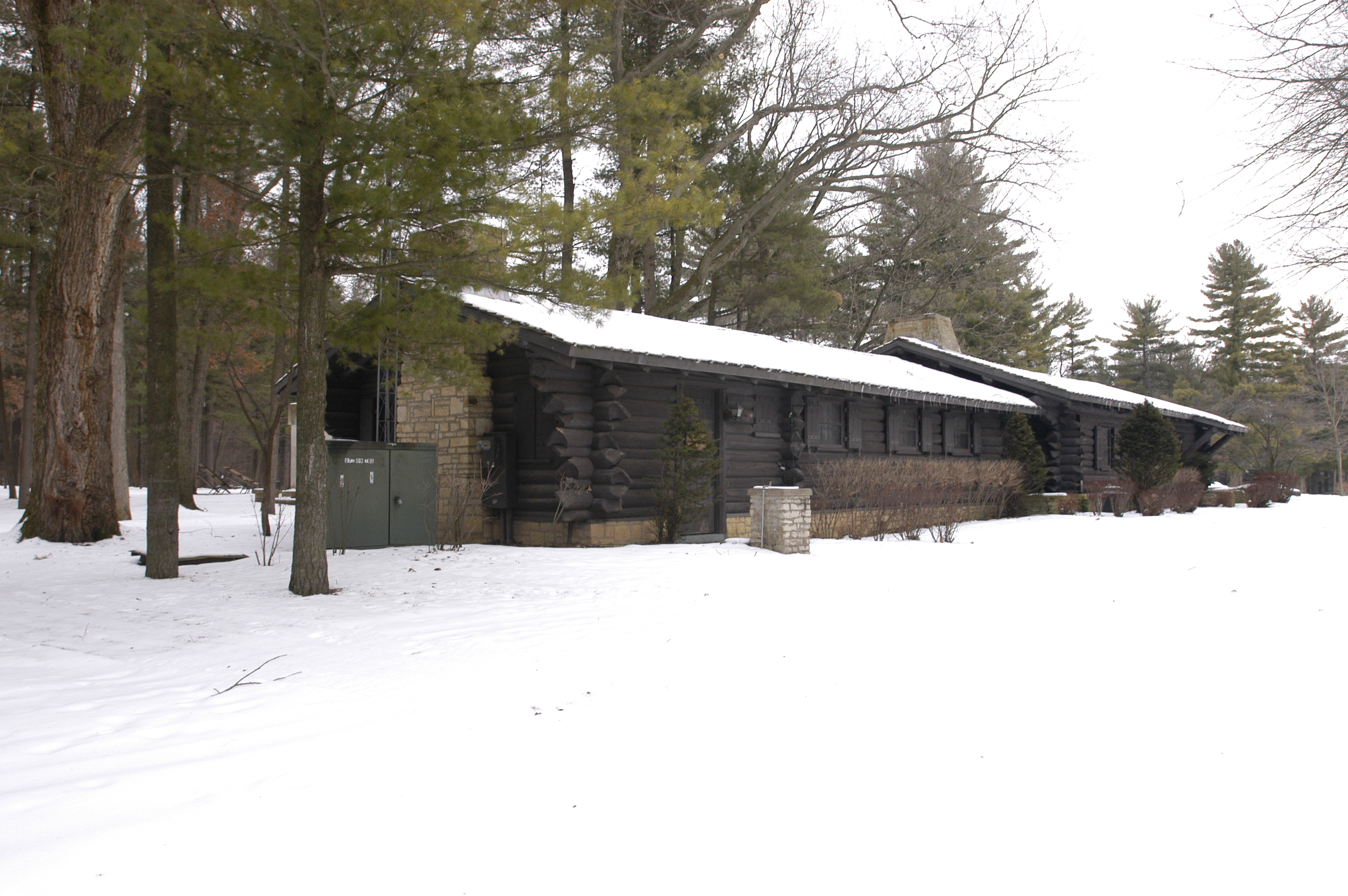
Schronisko w parku stanowym White Pines Forest zimą

Park stanowy White Pines Forest (ang. White Pines Forest State Park; dosłownie pol. Park stanowy lasu sosny wejmutki), potocznie określany również jako park stanowy White Pines, to park stanowy w amerykańskim stanie Illinois. Położony jest w hrabstwie Ogle, w pobliżu miejscowości Polo, Mount Morris oraz Oregon. Ustanowiony w 1927 roku park zajmuje powierzchnię 385 akrów (1,56 km²). Jego nazwa pochodzi od najdalej wysuniętej na południe ostoi sosny wejmutki w stanie Illinois, która znajduje się pod ochroną na terenie parku. Do atrakcji parku poza lasem należą również dwa strumienie, formacje skalne zbudowane z dolomitów oraz brody, które skonstruowano zamiast mostów na jednym ze strumieni.
Park znajduje się na obszarze zajmowanym historycznie przez plemię Sauków pod wodzą Czarnego Jastrzębia. Pierwsze plany ustanowienia parku w 1903 roku zostały zawetowane przez ówczesnego gubernatora stanu Illinois. Ostatecznie park ustanowiono w 1927 roku.
W latach 30. XX wieku w parku wybudowano schronisko z drewnianych bali, w którym mieści się restauracja na ponad 200 osób z salą balową na 125 osób. Urządza się tu często wesela, seminaria lub przyjęcia. W parku znajduje się również 13 jednopokojowych i 3 czteropokojowe drewniane kabiny. Każda z nich posiada klimatyzację, prysznic, telefon, telewizor oraz gazowy kominek. Zarówno schronisko jak i kabiny zostały odrestaurowane oraz w 1985 roku wpisane na narodową listę zabytków. W parku można również zatrzymać się na jednym z ponad 100 miejsc kempingowych. W 2001 roku park odwiedziło ponad 350 tysięcy turystów.
W obrębie parku wytyczono siedem znakowanych pieszych szlaków turystycznych o łącznej długości 8 km. Zimą, gdy warunki pogodowe są sprzyjające, można w nim uprawiać biegi narciarskie na jednym z dwóch szlaków o łącznej długości 7,2 km.